# .kr
kr. هو امتداد خاص بالعناوين الإلكترونية (نطاق) domain للمواقع التي تنتمي إلى كوريا الجنوبية.
جرى تسجيل نطاق مستوى أعلى جديد خاص بكوريا الجنوبية (.한국) عام 2011، ويختص بأسماء النطاق باللغة المحلية، وأصبح نشطاً منذ عام 2011.

## وصلات خارجية
- KRNIC
- Delegation Record for .KR - هيئة تعيين أرقام الإنترنت